# اتصالات (مترو دبي)
محطة اتصالات (بالإنجليزية: Etisalat station)‏؛ هي محطة نقل سريع على الخط الأخضر لشبكة مترو دبي التي تخدم دبي في الإمارات العربية المتحدة، هي الأولى في الخط الذي ينتهي عند محطة الخور.